# Krystyna Iglicka-Okólska

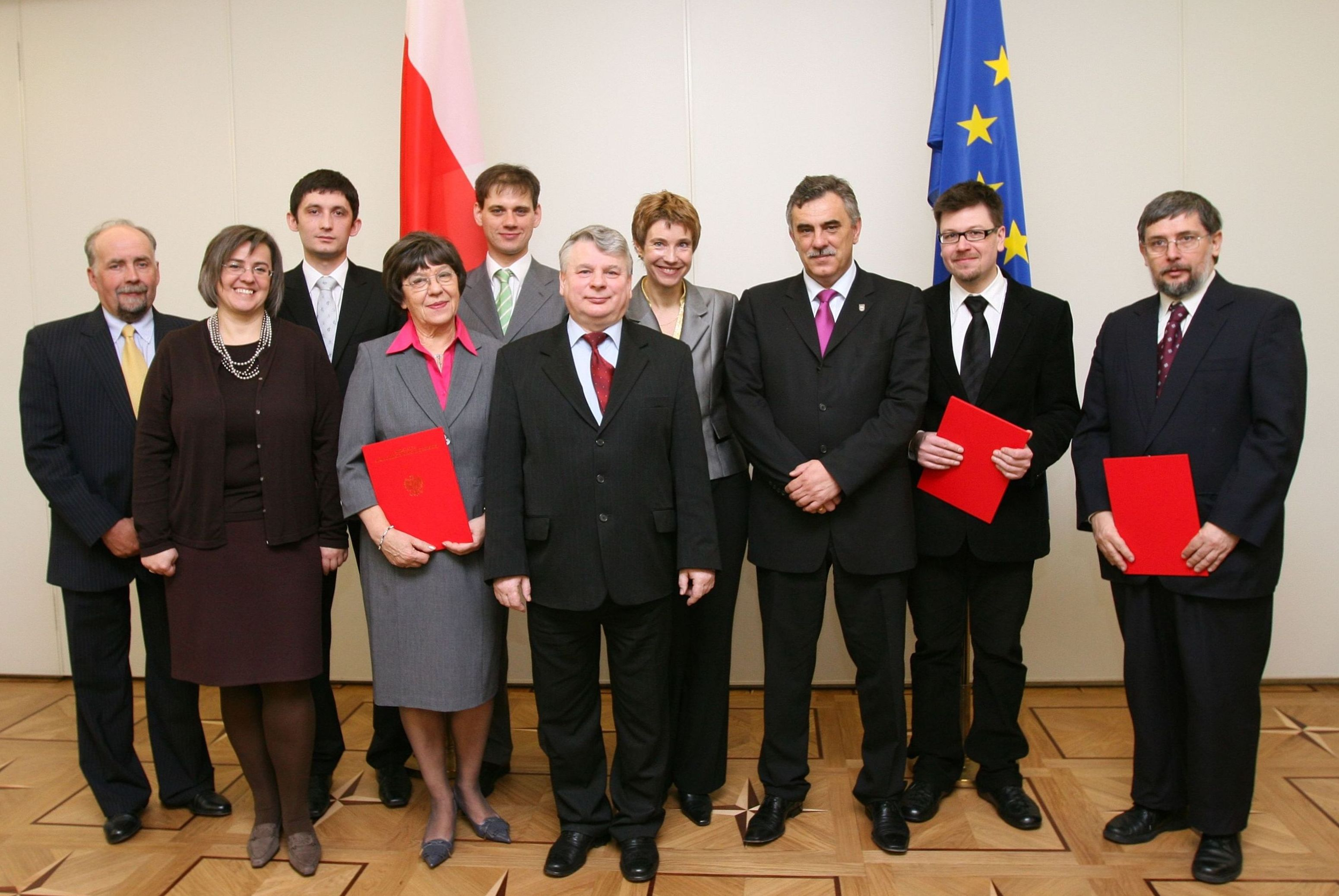
Krystyna Iglicka-Okólska (czwarta z prawej) wraz z członkami Zespołu doradców do spraw migracji ekonomicznej obywateli polskich do państw członkowskich Unii Europejskiej w Senacie (2008)

Krystyna Ida Iglicka-Okólska (ur. 13 czerwca 1964 w Warszawie) – polska demograf, profesor nauk ekonomicznych, w latach 2012–2018 rektor Uczelni Łazarskiego, polityk, była wiceprezes Polski Razem.

## Kariera naukowa
W 1993 obroniła pracę doktorską Terytorialne przemiany płodności w Polsce w latach 1931–1988 w Szkole Głównej Handlowej w Warszawie. W 2003 uzyskała stopień doktora habilitowanego na podstawie pracy Poland’s Post-War Dynamic of Migration na Wydziale Nauk Ekonomicznych Uniwersytetu Warszawskiego. 1 sierpnia 2011 otrzymała tytuł naukowy profesora nauk ekonomicznych.
Pracowała naukowo w Instytucie Statystyki i Demografii Szkoły Głównej Handlowej, w Instytucie Studiów Społecznych im. prof. Roberta B. Zajonca Uniwersytetu Warszawskiego oraz na stanowisku profesora Katedry Metod Ilościowych i Zastosowań Informatyki Wyższej Szkoły Przedsiębiorczości i Zarządzania im. Leona Koźmińskiego.
W latach 1996–1999 pełniła rolę koordynatorki Polish Migration Project w School of Slavonic and East European Studies na University College London. W latach 1999–2000 była stypendystką Programu Fulbrighta na University of Pennsylvania. Oprócz tego była wykładowcą wizytującym na kilku amerykańskich i europejskich uniwersytetach. Kieruje Katedrą Metod Ilościowych w Ekonomii, jest dyrektorem Centrum ds. Migracji i Demografii Uczelni Łazarskiego oraz od 2012 rektorem tej uczelni.
Członek Komitetu Badań nad Migracjami i Komitetu Nauk Demograficznych Wydziału I Polskiej Akademii Nauk.
Promotor 4 prac doktorskich (w latach 2006–2011).

## Działalność społeczno-polityczna
Senior Fellow w Centrum Stosunków Międzynarodowych. Objęła rolę eksperta rządu RP ds. polityki migracyjnej, a także eksperta Komisji Europejskiej ds. Mobilności pracowników z nowych państw członkowskich po 2004 roku. Jest przewodniczącą Zespołu ds. Imigracji oraz Migracji Powrotnych i Imigracji przy Rzeczniku Praw Obywatelskich V i VI kadencji.
Okazjonalnie występuje jako ekspert do spraw migracji i demografii w mediach. W latach 2008–2010 była członkiem Rady Programowej TVP Polonia.
We wrześniu 2013 podjęła współpracę z posłem Jarosławem Gowinem jako konsultant ds. polityki demograficznej. 14 grudnia tego samego roku została wiceprezesem założonej przez niego tydzień wcześniej partii politycznej Polska Razem. Kandydowała z jej listy w wyborach do Parlamentu Europejskiego w 2014 w okręgu warszawskim, jednak partia nie osiągnęła progu wyborczego. Zasiadała we władzach ugrupowania do lipca 2015.

## Odznaczenia
W 2015, za wybitne osiągnięcia w pracy naukowej i dydaktycznej, za działalność na rzecz popularyzowania polskiej nauki na świecie, została odznaczona Krzyżem Kawalerskim Orderu Odrodzenia Polski.
4 sierpnia 2016 została powołana w skład Kapituły Orderu Odrodzenia Polski.

## Publikacje
Jest autorką ok. 70 prac naukowych o tematyce demograficznej i migracjach.

### Wybrane publikacje w czasopismach naukowych
- Irregular Migration and Informal Economy In Southern and Central-Eastern Europe: breaking the vicious cycle[9], 2011
- Shuttling from the former Soviet Union to Poland: from primitive mobility into migration[10], 2001
- Migration from and into Poland in the light of the East-West European Migration[11], 2001
- Ethnic Division on Emerging Foreign Markets During the Transition Period in Poland[12], 2000
- Mechanisms of Migration from Poland Before and During the Transition Period[13], 2000
- Are They Fellow-countrymen or Not? Migration of Ethnic Poles from Kazakhstan to Poland[14], 1998

### Wybrane monografie
- Poland’s Post-War Dynamic of Migration, 2001, London: Asghate, Aldershot, ISBN 0-7546-1741-6.
- (wraz z K. Gmaj i I. Bąbiak) Integracja kobiet – żon polskich obywateli, wyniki badań i rekomendacje, 2012, Warszawa, Scholar, ISBN 978-83-7383-593-1.
- Powroty Polaków po 2004 roku. W pętli pułapki migracji, Warszawa, Scholar, 2010, ISBN 978-83-7383-393-7.
- Kontrasty migracyjne Polski. Wymiar transatlantycki, Warszawa, Scholar, 2008, ISBN 978-83-7383-318-0.
- Analiza zachowań migracyjnych w wybranych regionach Polski, 1975–1994, 1998, Warszawa: Wydawnictwa SGH, ISSN 0867-7727.
- Terytorialne przemiany płodności w Polsce w latach 1931–1988, 1994, Warszawa: Wydawnictwa SGH, ISSN 0867-7727.
- (red.) Migracje powrotne Polaków. Powroty sukcesy czy rozczarowania?, 2002, ISP, Warszawa, ISBN 83-88594-12-5.
- (red., wraz z F. E. I. Hamiltonem) From Homogeneity to Multiculturalism. 2000, Minorites Old and New in Poland, Londyn, SSEES, UCL, ISBN 0-903425-53-X.
- (red., wraz z K. Swordem) The Challenge of East-West Migration for Poland, 1999, Londyn-Nowy Jork: Macmillan, ISBN 0-312-21423-5.